# Ibis budget
Pour les articles homonymes, voir Ibis.
Ibis budget est une marque hôtelière 2 étoiles filiale du groupe Accor. Lancée en 1992 sous le nom Etap Hôtel, l'enseigne est renommée ibis budget en 2011. Fin décembre 2018, ibis budget compte 614 hôtels dans 20 pays.

## Histoire

### Etap Hôtel
Après le lancement en 1985 de l'enseigne Formule 1, Accor lance en 1991 les Formule 1 « bleus », une version premium de son offre super-économique avec douche et WC dans les chambres et non collectifs. En 1992, les créateurs des Formule 1, Jean-François Bourgeois, directeur marketing de Novotel, et Jean-Claude Lutmann, directeur général catering d'Accor, déclinent l'offre Formule 1 bleu sous une nouvelle marque, Etap Hôtel.
En 1996, les marques Etap Hôtel, ibis et Formule 1 sont réunies au sein d'une structure unique baptisée Sphère International et détenue à 66 % par Accor.
En 2004, 229 établissements Etap Hôtel ont ouvert en France, et 81 en Europe. 

### Depuis 2011: ibisbudget
Le 13 septembre 2011, le groupe Accor annonce la refonte de sa stratégie de marques économiques en les réunissant autour de la marque ibis. Etap Hôtel devient ibis budget et All Seasons devient ibis Styles. Etap Hôtel compte alors 480 hôtels et 20 en ouverture. Les logos des marques ibis s'alignent sur la forme iconique d'un oreiller avec un code couleur différent pour chaque enseigne. Le premier ibis budget ouvre au Maroc en novembre 2011. En France, le premier ibis budget ouvre à Grenoble le 26 décembre 2011.
En 2012, Accor signe plusieurs accords de franchise pour développer ibis budget au Brésil et compte 13 établissements en activité dans le pays en 2014. En 2013, avec 15 établissements ouverts en Espagne, ibis budget devient la première chaîne super-économique hôtelière du pays. En novembre 2014, ibis budget ouvre son premier hôtel en Corée du Sud, à Séoul et démarre la construction d'un hôtel à l'aéroport de Paris-Orly. En janvier 2018, ibis budget se lance au Chili, puis en Colombie en décembre 2018.
Fin décembre 2018, le groupe Accor indique que ibis budget compte 614 hôtels (61 226 chambres) dans 20 pays. En 2023, les quatre ibis budget que compte le Maroc sont repris par Lalla Asmae, la sœur du roi Mohamed VI, et changent de nom pour devenir des Mia Hotels.

### Identité visuelle (logo)
En septembre 2011, les marques ibis adoptent un logo en forme d'oreiller emprunté du logo de la chaîne All Seasons devenue ibis Styles.

Logo d'Etap Hôtel de 1996 à 2002.
Logo d'Etap Hôtel de 2002 à 2011.
Logo de 2011 à 2019.
Logo depuis 2019.

## Activité
Ibis budget est une marque hôtelière économique du groupe Accor. Rattachée aux marques ibis (rouge) et ibis Styles, ibis budget est une offre hôtelière 2 étoiles qui se distingue en proposant l'essentiel du confort hôtelier à un prix inférieur.

### Chiffres-clés
| Année             | Hôtels | Chambres |
| ----------------- | ------ | -------- |
| 2018              | 614    | 61 226   |
| 2017              | 588    | 58 096   |
| 2016              | 570    | 55 516   |
| 2015              | 551    | 52 699   |
| 2014              | 537    | 51 022   |
| 2013              | 506    | 46 547   |
| 2012              | 492    | 44 954   |
| 2011              | 437    | 37 297   |
| 2010 (Etap Hôtel) | 421    | 35 723   |
| 2009 (Etap Hôtel) | 403    | 33 970   |
| 2008 (Etap Hôtel) | 388    | 32 508   |
| 2007 (Etap Hôtel) | 369    | 30 719   |
| 2006 (Etap Hôtel) | 347    | 28 389   |
| 2005 (Etap Hôtel) | 331    | 26 999   |
| 2004 (Etap Hôtel) | 311    | 24 901   |
| 2002 (Etap Hôtel) | 266    | 20 760   |
| 1999 (Etap Hôtel) | 109    |          |